# Sistema di tracciamento

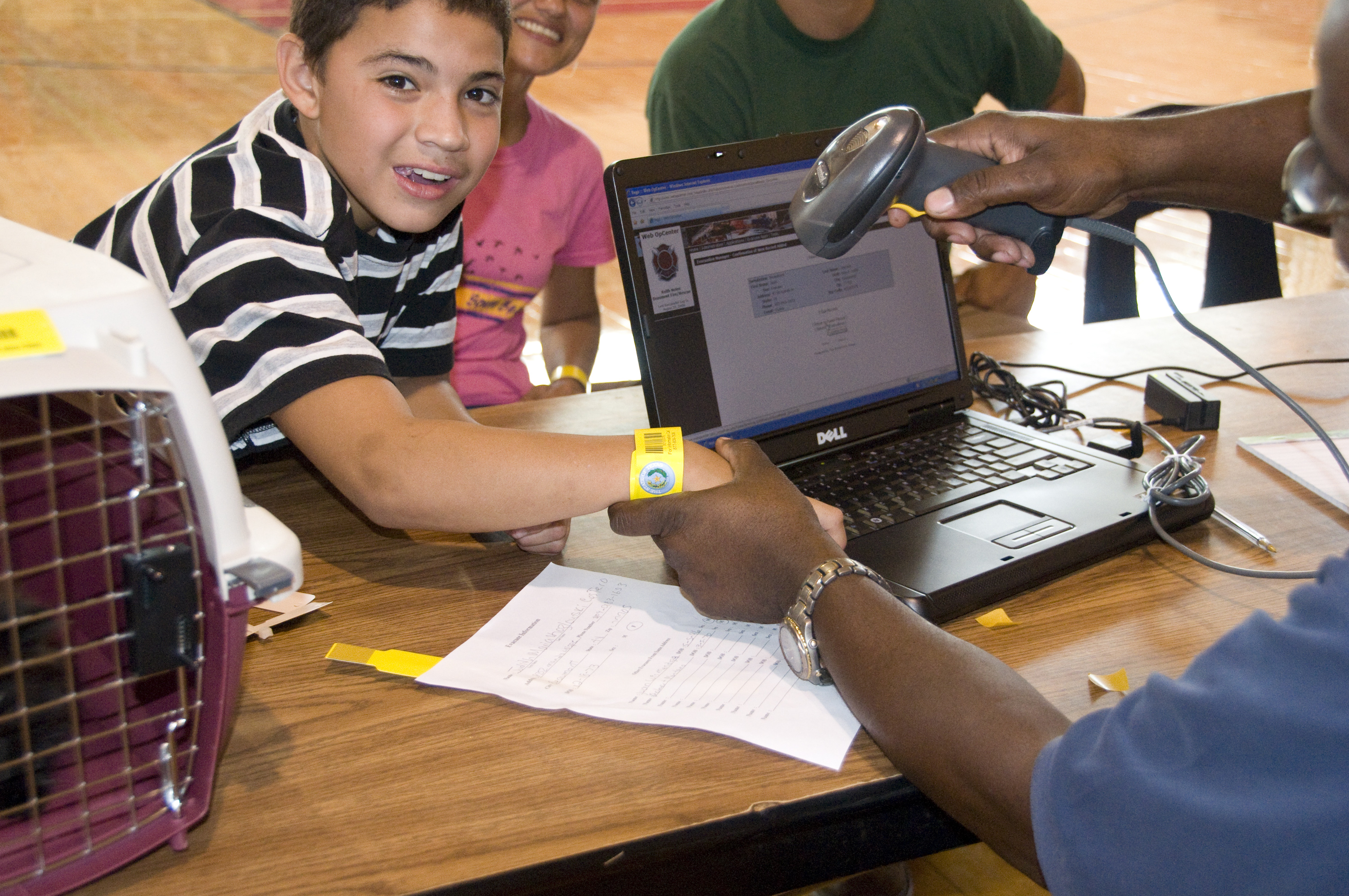
FEMA — Alcuni evacuati entrano in un sistema di tracciamento

Generalmente un sistema di tracciamento (in inglese tracking system) è uno strumento che tiene traccia degli utilizzatori di un servizio a volte finalizzato alla profilazione dell'utente. Può essere parte integrante di sistemi organizzativi (da un'anagrafe ad un bitTorrent tracker) oppure può essere parte non-integrante (fino a diventare anti-funzionalità) di qualsiasi altro servizio come ad esempio il tracciamento degli utenti a finalità statistiche o per effettuare marketing mirato (come in strumenti di web analytics come Piwik).

## Privacy e sorveglianza
Nell'ambito dell'informatica si è soventemente abusato dei sistemi di tracciamento. Ad esempio i sistemi di web analytics, largamente diffusi, non sono tecnicamente necessari al funzionamento di un sito web eppure, secondo un'indagine di W3Techs, tecnologie non-libere come Google Analytics sono utilizzate da più dell'80% dei primi 10 milioni di siti web presi in esame. Se un servizio (un software o un sito web) utilizza un sistema di tracciamento di terze parti, il gestore di quest'ultimo ha accesso a dati personali su tutti gli utenti del servizio e potenzialmente anche a dati sensibili.
Quando alcuni software implementano complessi sistemi di tracciamento degli utenti senza concedere di verificare in cosa consistono le informazioni raccolte e dove vengono eventualmente inviate, non è raro che si verifichino abusi nel trattamento della privacy dell'utente, come è nel caso degli spyware.
La Free Software Foundation mantiene un documento dove si «prova a tenere traccia di casi chiaramente dimostrati di software proprietario che spia o traccia i propri utenti», arrivando a generalizzare malware, spyware e software proprietario.